# Comté de Lens
Le Comté de Lens (ou Gohelle) est un comté historique de la France de l'époque féodale ayant pour capitale Lens, correspondant approximativement à la Gohelle, région comprise dans le département du Pas-de-Calais entre l'Artois et la Flandre.

## Géographie
Le comté tire son nom de sa capitale, Lens, qui était à l'origine un hôpital tenu par les frères Trinitaires. Le territoire contrôlé a varié au fil du temps, il représente approximativement un cercle entre Artois et Flandre.